# Banca Popolare di Cividale
La Banca di Cividale Società per Azioni - Società Benefit, o, in breve, CiviBank, è una banca locale del Friuli-Venezia Giulia.

## Storia
Fondata nel 1886, costituisce al momento l'unica banca autonoma con sede nel Friuli Venezia Giulia, se si esclude il sistema della banche di Credito Cooperativo. La Sede sociale e la Direzione Generale si trovano in Cividale del Friuli, in provincia di Udine.
La rete commerciale si compone di 64 filiali dislocate nelle provincie di Udine, Gorizia, Trieste, Pordenone, Treviso, Venezia, Vicenza e Belluno.
Con decorrenza 30 dicembre 2013 ha incorporato le controllate Banca di Cividale SPA e NordEst Banca SPA. Nel 2015 ha incorporato la società immobiliare Tabogan e la società di leasing Civileasing, precedentemente controllate al 100% dalla Banca Popolare di Cividale.
L'azionariato popolare consta di oltre 16.000 soci / azionisti mentre i dipendenti sono oltre 600.
Nel 2018 la banca ha modificato il suo nome e logo, passando da “Banca Popolare di Cividale” a CiviBank, mantenendo però all'interno del nuovo logo le storiche velette, simbolo delle banche popolari del Friuli Venezia Giulia e in uso, da parte della Banca di Cividale stessa, fin dal 1977.
Presidente della banca è Michela Del Piero, mentre il Direttore Generale è Mario Crosta.